# Przystanek Jezus

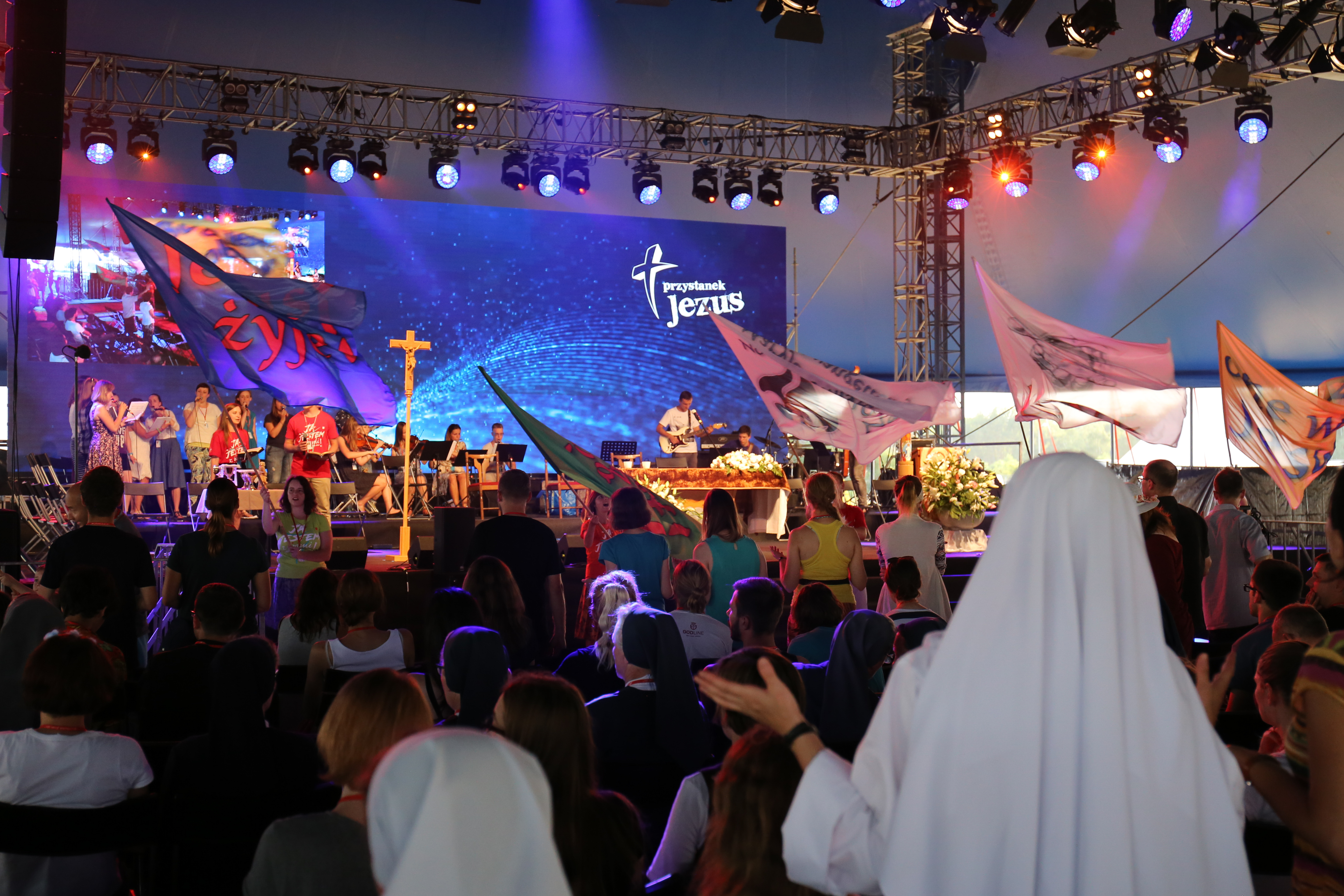
Przystanek Jezus 2017

Przystanek Jezus – trwający osiem dni festiwal muzyczny organizowany co roku podczas Przystanku Woodstock przez Katolickie Stowarzyszenie w Służbie Nowej Ewangelizacji „Wspólnota św. Tymoteusza z Gubina”. Przystanek Jezus jest uważany za największą bezpośrednią akcję ewangelizacyjną skierowaną do młodych w Polsce.

## Historia
Pierwszy Przystanek Jezus odbył się w 1999 roku. W ramach festiwalu odbywały się koncerty rockowe i organowe, spotkania i wykłady znanych osób, codzienne msze z oprawą muzyczną, prezentacje inicjatyw ewangelizacyjnych oraz pokazy filmowe.
W roku 2012 w inicjatywie uczestniczyło ponad 1000 ewangelizatorów, w tym 700 osób świeckich m.in. bp Andrzej Czaja, bp Edward Dajczak, abp Rino Fisichella, bp Grzegorz Ryś, kard. Kazimierz Nycz, abp Wojciech Polak, Lech Dokowicz.